# Chips Deluxe

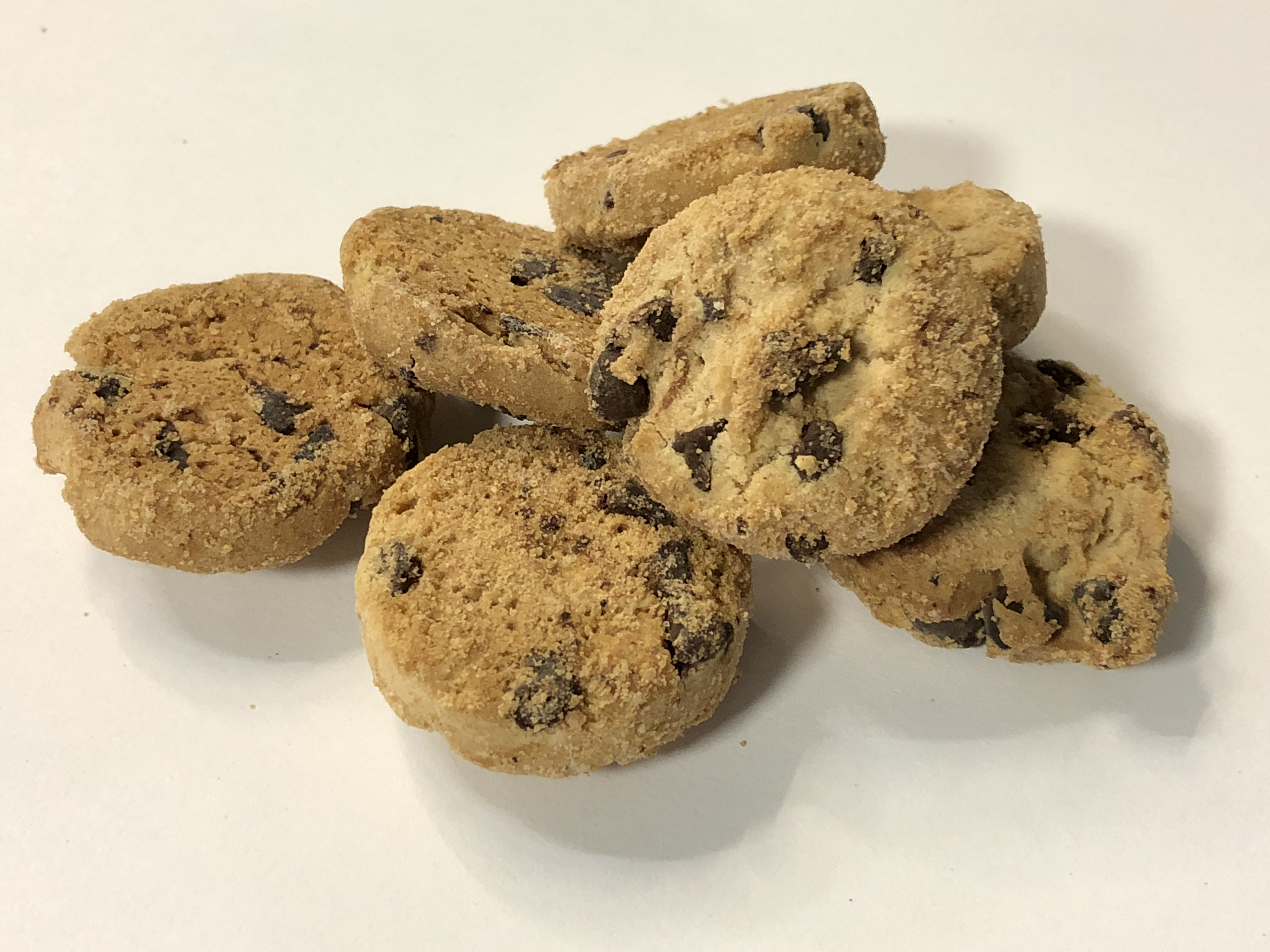
Chips Deluxe-kakor av miniformat, 2021.

Chips Deluxe är ett varumärke för vetekakor med chokladbitar. Kakvarumärket ingår i Keebler, som i sin tur ägs av det italienska livsmedelsproducenten Ferrero sedan 2019. Dessförinnan ägdes Keebler av Kellogg's.
Ursprunget för kakorna är inte helt känt, men det gjordes TV-reklam för dessa på 1980-talet.